# Dirades latifasciata
Dirades latifasciata is een vlinder uit de familie van de uraniavlinders (Uraniidae). De wetenschappelijke naam van de soort is voor het eerst geldig gepubliceerd in 1887 door Moore.